# غردنرس غرين (باركشير)
غردنرس غرين (بالإنجليزية: Gardeners Green)‏ هي قرية تقع في المملكة المتحدة في جنوب شرق إنجلترا.